# Acid pectic
Acid pectic, còn được gọi là acid polygalacturonic, là một loại acid gelatin trong suốt không tan trong nước tồn tại trong trái cây quá chín và một số loại rau. Nó là một sản phẩm của sự phân hủy pectin trong thực vật, và được sản xuất thông qua sự tương tác giữa pectinase và pectin (sau này là phổ biến trong ngành công nghiệp sản xuất rượu vang.) Trong giai đoạn đầu phát triển của trái cây, chất pectic là một protopectin không tan trong nước được chuyển hóa thành pectin bởi enzyme protopectinase trong quá trình chín của trái cây. Trong trái cây quá chín, do sự hiện diện của enzyme methyl esterase pectic, pectin được chuyển đổi phần lớn thành acid pectic không tan trong nước. Vì lý do này, cả trái cây chưa trưởng thành và quá chín không thích hợp để làm thạch và chỉ có trái cây chín được sử dụng.